# Saint-Mexant
Saint-Mexant é uma comuna francesa na região administrativa da Nova Aquitânia, no departamento de Corrèze. Estende-se por uma área de 18,64 km², com 1 030 habitantes, segundo os censos de 1999, com uma densidade de 55 hab/km².